# 妙蛙花
妙蛙花（粵語舊譯：奇異花）是精靈寶可夢系列登場的1025種虛構角色（怪獸）中的一種。

## 特徵
妙蛙花為妙蛙草的進化型。由淡藍色的身軀、翠綠的芭蕉葉、深咖啡色的樹幹及紅色的花瓣組成。據說只要有充足的養分及日光，背上的花就會更加鮮豔。而花散發的味道可以撫平人的心情。是草屬性及毒屬性的種子寶可夢。

## 遊戲中的妙蛙花
初次登場於精靈寶可夢紅／綠版，妙蛙花於遊戲中由妙蛙草在等級32級時進化，是妙蛙種子系列寶可夢的終極形態，無法再次進化。日文名稱原義為「不思議之花」。
妙蛙花全國圖鑑編號為3，城都聯盟編號為205，從妙蛙草進化而成，代表技能是日光束及瘋狂植物，特性為茂盛（しんりょく）。
妙蛙花也是精靈寶可夢綠版的封面獸。
妙蛙花在第六世代遊戲中可以超級進化成超級妙蛙花。第八世代遊戲中有獨特的超極巨化形態。

## 動畫中的妙蛙花
精靈寶可夢 (1997-2002年動畫)
- 妙蛙花首次登場在無印第51集中，妙蛙花登場在妙蛙種子不可思議的花園。無印第114集中橘子聯盟的首席訓練家勇次派出妙蛙花迎戰小智的肯泰羅。無印第250集在競技公園中小次郎借用的妙蛙花迎戰小智的火球鼠。

寶可夢超世代
- 在AG70集中妙蛙花在禁忌森林中出現，小遙在這集收服了妙蛙種子。AG147集中選手上班族在華麗大賽上使用妙蛙花。AG160集中戰鬥皇宮的首領宇康派出妙蛙花迎戰小智的赫拉克羅斯和大王燕。

寶可夢 鑽石&珍珠
- 在DP77集小遙再度登場時，小遙的妙蛙種子已進化成妙蛙花。

精靈寶可夢 太陽&月亮
- 在SM142集表演賽中庫庫伊博士派出妙蛙花迎戰小智的木木梟和炎熱喵。

寶可夢 旅途
- 在旅途第3集一大群野生的妙蛙草集體進化成妙蛙花。